# Evurodesmus biroi
Evurodesmus biroi är en mångfotingart som beskrevs av Filippo Silvestri 1920. Evurodesmus biroi ingår i släktet Evurodesmus och familjen fingerdubbelfotingar. Inga underarter finns listade i Catalogue of Life.